# Centrumdemokraterna (Sverige)
Centrumdemokraterna (CD) var ett svenskt högerpopulistiskt parti som ursprungligen bildades 1973 som ett lokalt parti i Simrishamns kommun, men senare fick representation i fler kommuner. Partiet miste sin sista representation 2006, men i Simrishamns kommun fortlever det lokala partiet Österlenpartiet, som har sina rötter i Centrumdemokraterna.

## Partiet startas och byggs upp av John Görnebrand
Partiet grundare var John Görnebrand, som var socialchef i Simrishamns kommun. Han hade tidigare varit verksam inom Centerpartiet, men då han inte fick gehör för sina åsikter startade han det lokala partiet Kommunens väl, vilket i kommunalvalet 1973 fick två mandat. Han hade dock planer på att skapa ett riksomfattande parti och i juni 1974 bildade han Centrumdemokraterna, varefter partiet kom att kallas Centrumdemokraterna-Kommunens väl. Görnebrands främsta förebild var det danska partiet Centrum-Demokraterne, men även Mogens Glistrups Fremskridtspartiet. Görnebrands parti kännetecknades av bland annat krav på skattesänkningar och liberalisering av alkoholpolitiken.
I valet 1976 vann partiet representation, utöver i Simrishamns kommun, även i Båstads och Svalövs kommuner samt 1979 dessutom i Rättviks kommun. I Båstad fick partiet representation i kommunstyrelsen och i flera nämnder genom ett samarbete med Moderaterna. År 1979 utgav Centrumdemokraterna boken Ny politik behövs. Partiet deltog även, utan framgång, i riksdagsvalet och på 1979 års riksdagslista fanns bland andra Sven Rydenfelt, Lund, skribent i bland annat tidskrifterna Contra och Operation Sverige; Rune Löfberg, Fjärås socken, tidigare medlem i Nordiska rikspartiet och Bertil Rubin från Höllviken, drivande i Medborgerlig samling och grundare av Framstegspartiet. I början av 1980-talet medverkade regeringsrådet Gustaf Petrén, som talare på partiets möten. Han hade en bakgrund inom Nationalsocialistiska arbetarepartiet och var grundare av föreningen Medborgarrättsrörelsen. Även flera andra aktiva inom sistnämnda förening var aktiva inom Centrumdemokraterna.

## Under Harry Franzéns ledning
År 1982 avgick Görnebrand som partiledare och ersattes av Harry Franzén från Röstånga i Svalövs kommun. Partiet började nu på allvar att kritisera flyktingpolitiken och propagera mot hemspråksundervisning och u-hjälp. Inför valet 1985 skrev Gustaf Petrén tillsammans med författaren Anna Wahlgren  i partiets tidskrift Vår framtid och på riksdagslistan för Norrbotten hittades Alf Enerström, som drivit mångåriga kampanjer mot Olof Palme. I kommunalvalet 1988 vann partiet, utöver i Båstad, Simrishamn och Svalöv, representation även i Svedala kommun, där partiet leddes av John Nielsen som 1985 uteslutits ur Skånepartiet efter att ha spridit nazistisk propaganda. Man samarbetade även med det av Tony Wiklander ledda Löntagarpartiet i Åstorps kommun. Centrumdemokraterna gav också sitt stöd till Sven-Olle Olsson i Sjöbo kommun i samband med den folkomröstning om flyktingmottagandet som hölls där 1988.
Efter valet 1988 splittrades partiet i två fraktioner under ledning av Harry Franzén respektive John Nielsen. I början av 1989 bröt Nielsen och huvuddelen av Svedalaavdelningen med Franzén och anslöt sig till Framstegspartiet, men till valet 1991 hade Nielsen återvänt till moderpartiet. Flera ledande medlemmar i Centrumdemokraterna hade dock inför valet 1991 övergått till Ny demokrati. Centrumdemokraterna behöll dock sin representation i Simrishamn och Svalöv. På Centrumdemokraternas rikslista 1994 fanns bland andra Skånepartiets ledare, Carl P. Herslow, och Tommy Tränefors från missnöjespartiet Kommunens väl i Skurups kommun.
År 1997 bildades inför regionvalet 1998 i Region Skåne paraplyorganisationen Skånes väl, som bestod av en rad lokala högerpopulistiska partier i Skåne. Skånes väl erhöll sex mandat men kom snart att splittras. Franzén från Centrumdemokraterna kom då att liera sig med Skånepartiets ledare Carl P. Herslow vilket ledde till ytterligare splittring inom Centrumdemokraterna. År 2000 avled Walde Bengtsson, som var Görnebrands efterträdare som ledare för avdelningen i Simrishamn. Bengtsson efterträddes av Stig Söderberg, men han avgick 2002 och ersattes av Christer Vigren. Inför kommunalvalet antog avdelningen i Simrishamn namnet Österlenpartiet och ett nytt partiprogram. Målsättningen var att göra upp med sitt högerpopulistiska förflutna.
Inför regionvalet 2006 bildade Franzén och Herslow Skånes självständighetsparti, vilket dock ej vann någon representation i regionfullmäktige och i Svalövs kommun fick Franzén lämna kommunfullmäktige samma år, då Centrumdemokraterna förlorade sitt sista mandat.

## Tidningar
Partiet utgav år 1975 i Simrishamn tidskriften Vi i centrum, vilken 1976 fick namnet Vår framtid och lades ned 1982. Avdelningen i Göteborg utgav 1978–1988 Centrumbladet (ursprungligen C-D nytt).